# Route 132 (Québec)
Die Route 132 ist eine Nationalstraße (Route nationale) der kanadischen Provinz Québec, die entlang dem Südufer des Sankt-Lorenz-Stroms und entlang der Küste der Gaspésie-Halbinsel führt.

## Streckenbeschreibung
Die 1612,1 km lange Überlandstraße führt von Dundee an der US-amerikanischen Grenze 18 km östlich von Cornwall anfangs in nordöstlicher Richtung entlang dem Südufer des Sankt-Lorenz-Stroms nach Salaberry-de-Valleyfield. Sie verläuft weiter über Beauharnois und Châteauguay südlich an Montréal vorbei nach Sorel-Tracy. Weiter führt die Route 132 entlang dem südlichen Flussufer des Sankt-Lorenz-Stroms über Bécancour nach Lévis. Die Fernstraße führt weiter über Montmagny, Rivière-du-Loup und Rimouski nach Saint-Flavie. Ab dort bildet sie eine Ringstraße. Der südliche Straßenabschnitt führt über Amqui zur Provinzgrenze zu New Brunswick und weiter entlang der Südküste der Gaspésie-Halbinsel nach Gaspé. Der nördliche Straßenabschnitt verläuft entlang der Nordküste an Matane vorbei um die Gaspésie-Halbinsel nach Gaspé, wo sich der Ring schließt.
Zwischen Salaberry-de-Valleyfield und Sorel-Tracy verläuft die Autoroute 30 parallel zur Route 132.
In der Verwaltungsregion Bas-Saint-Laurent führt die Autoroute 20 parallel zur Route 132 von Lévis nach Saint-Flavie, wobei ein längerer Straßenabschnitt der Autoroute 20 noch nicht realisiert ist.